# Episparis docta
Episparis docta är en fjärilsart som beskrevs av William Schaus 1893. Episparis docta ingår i släktet Episparis och familjen nattflyn. Inga underarter finns listade i Catalogue of Life.